# 小伏伸之
小伏伸之（日语： Kobushi Nobuyuki，1974年9月8日—），日本男性配音員、舞台演員、前製作進行。出身於京都府。賢Production。身高165cm。本名和舊藝名小伏 伸之（日文讀音相同）。

## 來歷
高中畢業後開始在動畫公司上班，以製作進行一職經歷了日昇動畫、BONES、J.C.STAFF，一邊接受配音訓練。
向日葵劇團、勝田聲優學院、School Duo1期生後，才成為賢Production所屬。
除了從事配音工作之外，同時在東京動畫學院專科學校、S&S Entertainment School的聲優／演劇部門兼任講師。

## 人物
特長：關西方言、京都方言、即興劇。
興趣：迷你四驅、AR運動『HADO』、雷射槍生存遊戲、玩具收集。

## 演出
粗體字表示主要角色。

### 電視動畫
2001年
- 足球小將翼 (平成版)（浦邊反次）
- 哆啦A夢 (大山羨代版)（男性）

2002年
- 人造人009 THE CYBORG SOLDIER（青年、小山田勝）

2003年
- GAD GUARD（警官）
- 百變之星（記者）
- Gilgamesh（日语：ギルガメッシュ (漫画)）（馬場 等）
- 變形金剛：微型傳說（吉姆、彈跳影舞者）

2004年
- 學園愛麗絲（槙原、短氣君 等）
- Keroro軍曹（2004年－2008年，隊員A、村人、村長、Mr.大橋、塗鴉的居民）
- 絢爛舞踏祭（青年）
- 極道鮮師（三年級生B）
- 沙漠神行者（隊員、政府軍隊員）
- 陸奧圓明流外傳 修羅之刻（柳生又十郎宗冬（日语：柳生宗冬）、武士、捕吏、幕軍、幕軍士兵 等）
- 忘却的旋律（記者）

2005年
- 我的太太是魔法少女（布偶娃娃C、議員C）
- 格鬥美神 武龍（日语：格闘美神 武龍）（不良A）
- 真相之眼（無線警察 等）
- 小天小天子（英语：こてんこてんこ）（浦島太郎、青鬼、晚安火山 等）
- SHUFFLE！（2005年－2007年，男A、KKK男學生）2系列
- 絕對少年（客人、危機管理分析家）
- 索斯機械獸V（杜克）
- 不可思議星球的☆雙胞胎公主（看守）
- 怪醫黑傑克（2005年－2006年，喬斯的手下、醫師、研究員、村人）2系列
- 雪之女王（街坊人群）
- 洛克人EXE BEAST（2005年－2006年，導航A、冰砂人、船員A、廣播、工場長 等）2系列

2006年
- 無罪的維納斯（約瑟夫、研究員、秘書）
- 童話槍手小紅帽（惡夢魔）
- 少女愛上姊姊（黑衣人）
- Canvas2 ～彩虹色的圖畫～（教師）
- CLUSTER EDGE（克拉斯特學生）
- 彩雲國物語（和官吏）
- 女高中生 GIRL'S-HIGH（主持人）
- 死神的歌謠。（櫻的父親）
- 雙面騎士 ～Le Chevalier D'Eon～（卡廖斯特羅伯爵）
- 少年陰陽師（鵔）
- 涼宮春日的憂鬱（電腦研究社社長）
- 地上最強新娘（義男、討債人士A、商人 等）
- 009-1（醫師）
- 數碼寶貝拯救隊（南瓜獸）
- 仰望半月的夜空（世古口司）
- 暮蟬悲鳴時（2006年－2007年，塾講師、室長、園崎義郎、無線電聲音、精肉店主 等）2系列
- 獻上女神的祝福（男學生、小混混）
- 名偵探柯南（2006年－2018年，司機、通行人、職人、二宮雅八、搶劫犯）
- 流星之洛克人（所員、 等）
- 狗狗向前衝（大掌、 等）

2007年
- 偶像大師 XENOGLOSSIA（老闆、上班族）
- 京四郎與永遠的空（教師）
- 鋼鐵神吉克（阿磨疎[9]）
- CODE-E（編輯、電視記者）
- GR-GIANT ROBO-（查德）
- 鬼面騎士 THE SKULL MAN（播報員、兵藤次官）
- 逮捕令 全速前進（攝影師）
- 帝托拉傳奇（米爾恩）
- BACCANO！（貝喬）
- 魔人偵探腦嚙涅羅（淺田忠信）
- 幸運☆星（成實清隆）
- 羅密歐×茱麗葉（憲兵）

2008年
- CLANNAD ～AFTER STORY～（足球社社員）
- 夏目友人帳（2008年－2016年，獨眼惡魔、多毛妖怪）2系列
- 道子與哈金（馬爾可）

2009年
- 穿越宇宙的少女（隊長）
- 仰望天空的少女瞳中的世界（魔導士C、艦長）
- 貓願三角戀（馬薩）
- Phantom ～Requiem for the Phantom～（舎弟）

2010年
- 吸血鬼同盟（羅穆盧斯）
- 吊帶襪天使（校長）

2011年
- 境界線上的地平線（2011年－2012年，小西、B2T3、隊長、提督）2系列
- 紙箱戰機（鹿野銀二、黑衣人）
- 哆啦A夢 (水田山葵版)（2011年－2022年，工作人員、郵便集配員、麵包店店主、老人、大叔 等）

2012年
- 氷菓（猜謎研究社社長）
- BTOOOM！（03〈團隊夥伴〉）

2013年
- 鋼彈創戰者（白衣男子）
- 銀之匙 Silver Spoon（別府太郎[10][11]）
- 黑魔女學園（惡魔）
- 武士弗拉明戈（2013年－2014年，園田、公安）
- 花牌情緣 (第2期)（工作人員）

2014年
- SHIROBAKO（2014年－2015年，葛城剛太郎、製作主任）
- 刀劍神域II（2014年－2020年，提奇）2系列
- 忍者亂太郎（2014年－2019年，忍術塾塾生D、烏龍麵屋、農夫、河童、村人 等）
- Pac World（日语：パックワールド）（巨蛋老師）
- 機甲巴打（唐·納赫[12]、卡根、拉贊隊副官、聯合軍教官）
- 飆速宅男 GRANDE ROAD（老師）

2015年
- 學戰都市Asterisk（蘭迪·虎克[13]）

2016年
- 路人超能100（教育主管）

2017年
- 青之驅魔師 京都不淨王篇（驅魔師、門徒）
- 見習神仙 秘密的心靈（傑克遜爸爸）
- The SNACK WORLD（日语：スナックワールド）（塔魯塔魯、殭屍熊、無頭騎士）
- 狂賭之淵（2017年－2019年，真能寺）2系列
- 蠟筆小新（2017年－2021年，土瓶蟲、西川、保禮康 等）
- 銀魂.（大）

2018年
- 一人之下 羅天大醮篇（高寧、鄭子布）
- 賽馬娘 Pretty Derby（觀眾）
- 刃牙 (第2作)（不良B）

2019年
- 荒野的壽飛行隊（常盤木）

2020年
- 決鬥大師King（贊考克）
- J-HEROS THE ANIMATION（日语：Jヒーローズ#アニメ版「J-ヒーローズ THE ANIMATION」）

2021年
- 神奇柑仔店（同級生、佐佐木）
- 致不滅的你（威洛[14]）

2022年
- 異世界迷宮裡的後宮生活（維克）

2024年
- 百千家的妖怪王子（雲入道）
- 休假的壞人先生（老闆）
- 七大罪 啟示錄四騎士（坦塔爾、聖騎士）

### OVA
2005年
- I"s Pure（寺谷靖雅）
- 戰鬥妖精少女 救救我！小Mave（日语：戦闘妖精少女 たすけて! メイヴちゃん）（MC）
- MUNTO 穿越時空之壁（班級委員〈男子〉）

2006年
- 名偵探柯南：追蹤消失的鑽石 柯南、平次vs基德（森脇）
- 水木茂的妖怪世界 恐山物語（ほいほい火B）

2012年
- 鋼索危情（日语：タイトロープ (夏目イサクの漫画)）（醫生）

### 電影動畫
2006年
- 永遠之法（日语：永遠の法#映画）（洛貝魯特）

2007年
- 真救世主傳說 北斗神拳 拉奧傳 激鬥之章（日语：真救世主伝説 北斗の拳）
- 超劇場版 Keroro軍曹2：深海的公主（船員）
- Vexille 2077日本鎖國（秘書官）

2009年
- 天上人與亞克托人最後的戰鬥（艦長）

2011年
- 劇場版 鋼之鍊金術師：嘆息之丘的聖星（司機）

2012年
- 劇場版 Smile 光之美少女！兒童圖畫書裡的世界都不協調！（浦島太郎）

2015年
- 哆啦A夢：大雄的宇宙英雄記（秘書[15]）

2017年
- GO-CHAN。 ～莫可與珍獸森林的夥伴們～（日语：ゴーちゃん。#劇場アニメ）（警察官）
- 名偵探柯南：唐紅的戀歌（AD）

2020年
- 劇場版 SHIROBAKO（葛城剛太郎[16]）

### 網路動畫
2009年
- 小涼宮春日的憂鬱（電腦研究社社長）
- 小鶴屋學姊的四格（電腦研究社社長）

2018年
- 異世界居酒屋 ～古都阿伊特力亞的居酒屋阿信～（弗朗克、客人）

2021年
- 範馬刃牙（不良B）

### 遊戲
2000年
- 龍之子FIGHT（日语：タツノコファイト）（安杜魯軍團、銀河系的所有人）

2004年
- 幻想水滸傳IV（日语：幻想水滸伝IV）（鄔格茲）[注 1]

2006年
- I"s Pure（寺谷靖雅）

2007年
- 蠟筆小新DS：呼風喚雨的蠟筆大作戰！（日语：クレヨンしんちゃんDS 嵐を呼ぶ ぬってクレヨ〜ン大作戦!）
- 涼宮春日的約束（日语：涼宮ハルヒの約束）（電腦研究社社長）[注 2]
- 弧光之源（ポロンポロン）[注 3]

2008年
- 涼宮春日的疑惑（日语：涼宮ハルヒの戸惑）（電腦研究社社長）[注 1]

2010年
- 決勝時刻：黑色行動（约翰·F·甘迺迪）[注 4]

2011年
- 涼宮春日的追憶（電腦研究社社長）[注 5]
- 薩爾達傳說 禦天之劍
- 紙箱戰機（鹿野銀二）

2013年
- 境界線上的地平線 PORTABLE（小西[17]）

2016年
- 學戰都市Asterisk 鳳華絢爛（蘭迪·虎克[18]）

2020年
- Princess Connect！Re:Dive（阿澤爾德）

### 廣播劇CD
2004年
- 打工魔法師（夏目一郎）

2005年
- （男客人、男子）

2007年
- 棺材、旅人、怪蝙蝠（客1）

### 外語配音

#### 電影
- 決勝21點（麥爾斯·寇諾利〈喬許·蓋德〉）
- 玩命手機（查德·湯普森〈艾瑞克·克里斯蒂安·奧森〉）※影碟版。
- 接觸感應（楊秀〈李準赫〉）
- 雙雄
- 戀愛刺客（英语：John Tucker Must Die）
- 金剛 (2005年電影)
- 人生七部曲（英语：Monty Python's The Meaning of Life）
- 紋身殺手（英语：Killer Tattoo）（狗炸彈〈派特察泰·旺卡姆勞（英语：Petchtai Wongkamlao）〉）
- 深入虎穴（英语：Out of Reach (film)）
- 不羈聖誕夜（英语：Unaccompanied Minors）（提莫西·“牛肉”·惠靈頓〈布瑞特·凱利（英语：Brett Kelly (actor)）〉）

#### 電視影集
- 飆風天王（英语：The Dukes of Hazzard）（希沃）
- 急診室的春天（第9季：萊文〈克里斯·潘恩〉、第11季：凱爾·史金納〈達米恩·米基夫〉）
- 黃飛鴻新傳之少林故事（日语：ワンス・アポン・ア・タイム・イン・チャイナ/少林故事）
- 芝麻街（寶貝熊、柏克萊、艾倫、貝尼）※東京電視台版、DVD版。

#### 動畫
- Aqua Kids（日语：アクアキッズ）（機器人01）
- 寵物醫生（英语：DOC Mcstuffins）（寒冷的麥斯塔芬斯〈傑斯·哈梅爾（英语：Jess Harnell）〉）
- 我的麻吉是猴子（犀鳥老師）
- 忍者龜 (2003年版)（漢）

### 特攝影集
2017年
- 武藏忍法傳 忍者烈風（日语：武蔵忍法伝 忍者烈風）（的聲音）

2021年
- 機界戰隊全開者（麵條惡徒的聲音[19]）

### 舞台
- （長吉）
- 改造人間哀歌2（太滝セバスチャン一哉）
- 膠囊兵團（日语：カプセル兵団）「Dustshooter」（巴金博士）
- 膠囊兵團「月光條例 ～月光篇～」原作：藤田和日郎（はだかの王様）
- 膠囊兵團「月光條例 ～輝耀篇～」原作：藤田和日郎（はだかの王様）

### 電視劇
- 背後的百太郎（日语：うしろの百太郎）（不良）
- 元祿繚亂

### 電視節目
- 帥呆了！（山本舞者）

## 製作進行

### 電視動畫（製作進行）
1993年
- 疾風無敵銀堡壘

1994年
- 機動武鬥傳G鋼彈

2000年
- 機巧奇傳

### OVA（製作進行）
1994年
- 疾風無敵銀堡壘 在銀光的旗幟下

1996年
- 機動戰士鋼彈 第08MS小隊

### 電影動畫（製作進行）
1998年
- 機動戰士GUNDAM 第08MS小隊：米拉的報告書

## 音樂作品

### 角色歌曲
| 發行日期 | 標題                 | 名義 | 曲名                 | 備註                           |
| 2017年   | 2017年               | 2017年 | 2017年               | 2017年                         |
| -------- | -------------------- | --- | -------------------- | ------------------------------ |
| 3月22日  | 刀劍神域歌曲精選輯II | 有紀（悠木碧）、朱涅（村侑）、阿淳（山下大輝）、提奇（小伏伸之）、達爾肯（田丸篤志）、小紀（田野麻美）、亞絲娜（戶松遙） | 「Sleepless Legend」 | 電視動畫《刀劍神域II》相關歌曲 |

## 腳註

## 外部連結
- 小伏伸之｜賢Production （日語）
- （日語）－S&S聲優／演劇部門 小伏伸之專頁。
- 小伏伸之 （页面存档备份，存于） （日語）－Talent Date Bank
- 小伏伸之 （页面存档备份，存于） （日語）－日本藝人名鑑（日语：日本タレント名鑑）
- （日語）－WEB THE TELEVISION（日语：ザテレビジョン）
- （日語）－goo人名事典
- 小伏伸之 （页面存档备份，存于） （日語）－KINENOTE
- 小伏伸之 （页面存档备份，存于） （日語）－oricon
- 小伏伸之 （页面存档备份，存于） （日語）－oricon
- 小伏伸之 （页面存档备份，存于） （日語）－Movie Walker（日语：Movie Walker）
- 小伏伸之 （页面存档备份，存于） （日語）－電影.com（日语：映画.com）
- 小伏伸之 （页面存档备份，存于） （日語）－allcinema（日语：allcinema）
- 小伏伸之 （页面存档备份，存于） （日語）－TMDb